# Rodenbach (Altenstadt)
Rodenbach ist ein Ortsteil der Gemeinde Altenstadt im hessischen Wetteraukreis.

## Geographie
Rodenbach liegt in einer Mulde nördlich von Altenstadt in der naturräumlichen Teileinheit Heldenbergener Wetterau. Östlich des Ortes führt die Bundesautobahn 45 vorbei. Das Dorf liegt an der Hessischen Apfelwein- und Obstwiesenroute.

## Geschichte

### Mittelalter
Die älteste erhaltene Erwähnung des Ortes findet sich im Codex Eberhardi zwischen 780 und 817 als Rotenbeche, Bereits 754 soll der Trauerzug, der den Leichnam des hl. Bonifatius von Mainz nach Fulda brachte, hier übernachtet haben.
Im Heiligen Römischen Reich gehörte das Dorf zum Freigericht Kaichen, das im 15. Jahrhundert unter die Herrschaft der Burggrafschaft Friedberg kam. Als Teil des Freigerichts Kaichen fiel Rodenbach 1806 an das Großherzogtum Hessen. Rodenbach war das kirchliche Zentrum des Raumes Altenstadt. Zur Rodenbacher Mutterpfarrei gehörten Lindheim, Enzheim, Heegheim, Oberau und sogar Altenstadt.

### Neuzeit
In der Kirche von Rodenbach steht eine der ältesten Orgeln Hessens aus dem Jahre 1621. Sie wird Georg Wagner zugeschrieben.
Nach den Verwüstungen des Dreißigjährigen Krieges lebten nur noch sieben Menschen in dem Dorf.
In Rodenbach galt das Partikularrecht des Freigerichts Kaichen, die Friedberger Polizeiordnung. 1679 wurde sie erneuert und gedruckt. Damit ist sie zum ersten Mal schriftlich fassbar. Sie behandelte überwiegend Verwaltungs-, Polizei- und Ordnungsrecht. Insofern blieb für den weiten Bereich des Zivilrechts das Solmser Landrecht die Hauptrechtsquelle. Das Gemeine Recht galt darüber hinaus, wenn all diese Regelungen für einen Sachverhalt keine Bestimmungen enthielten. Diese Rechtslage blieb auch im 19. Jahrhundert geltendes Recht, nachdem Rodenbach an das Großherzogtum Hessen übergegangen war. Erst das Bürgerliche Gesetzbuch vom 1. Januar 1900, das einheitlich im ganzen Deutschen Reich galt, setzte dieses alte Partikularrecht außer Kraft.
Hessische Gebietsreform (1970–1977)
Zum 1. August 1972 wurde bis dahin selbständige Gemeinde Rodenbach im Zuge der Gebietsreform in Hessen kraft Landesgesetz in die Gemeinde Altenstadt eingegliedert.
Für Rodenbach wurde ein Ortsbezirk gebildet.

### Verwaltungsgeschichte im Überblick
Die folgende Liste zeigt die Staaten und Verwaltungseinheiten, denen Rodenbach angehört(e):

- vor 1806: Heiliges Römisches Reich, Burggrafschaft Friedberg, Grafschaft Kaichen, Amt Altenstadt
- ab 1806: Großherzogtum Hessen (Souveränitätslande),[Anm. 2], Fürstentum Oberhessen, Amt Altenstadt (Souveränität beim Großherzog, aber Eigentum des Burggrafen bis zu dessen Ableben)
- ab 1817: Großherzogtum Hessen, Provinz Oberhessen, Amt Altenstadt[10]
- ab 1821: Großherzogtum Hessen, Provinz Oberhessen, Landratsbezirk Vilbel[11][Anm. 3]
- ab 1832: Großherzogtum Hessen, Provinz Oberhessen,  Kreis Friedberg
- ab 1848: Großherzogtum Hessen, Regierungsbezirk Friedberg
- ab 1852: Großherzogtum Hessen, Provinz Oberhessen, Kreis Vilbel
- ab 1867: Norddeutscher Bund,[Anm. 4] Großherzogtum Hessen, Provinz Oberhessen, Kreis Vilbel
- ab 1871: Deutsches Reich, Großherzogtum Hessen, Provinz Oberhessen, Kreis Vilbel
- ab 1874: Deutsches Reich, Großherzogtum Hessen, Provinz Oberhessen, Kreis Büdingen
- ab 1918: Deutsches Reich (Weimarer Republik), Volksstaat Hessen, Provinz Oberhessen, Kreis Büdingen
- ab 1938: Deutsches Reich, Volksstaat Hessen, Kreis Büdingen[12][Anm. 5]
- ab 1945: Amerikanische Besatzungszone,[Anm. 6] Groß-Hessen, Regierungsbezirk Darmstadt, Kreis Büdingen
- ab 1946: Amerikanische Besatzungszone, Land Hessen, Regierungsbezirk Darmstadt, Kreis Büdingen
- ab 1949: Bundesrepublik Deutschland, Land Hessen, Regierungsbezirk Darmstadt, Kreis Büdingen
- ab 1972: Bundesrepublik Deutschland, Land Hessen, Regierungsbezirk Darmstadt, Wetteraukreis, Gemeinde Altenstadt

## Bevölkerung
Einwohnerstruktur 2011
Nach den Erhebungen des Zensus 2011 lebten am Stichtag dem 9. Mai 2011 in Rodenbach 888 Einwohner. Darunter waren 51 (5,7 %) Ausländer.
Nach dem Lebensalter waren 165 Einwohner unter 18 Jahren, 399 waren zwischen 18 und 49, 198 zwischen 50 und 64 und 126 Einwohner waren älter. Die Einwohner lebten in 375 Haushalten. Davon waren 105 Singlehaushalte, 117 Paare ohne Kinder und 114 Paare mit Kindern, sowie 30 Alleinerziehende und 6 Wohngemeinschaften. In 54 Haushalten lebten ausschließlich Senioren und in 275 Haushaltungen leben keine Senioren.
Einwohnerentwicklung
| Rodenbach: Einwohnerzahlen von 1834 bis 2021 | Rodenbach: Einwohnerzahlen von 1834 bis 2021 | Rodenbach: Einwohnerzahlen von 1834 bis 2021 | Rodenbach: Einwohnerzahlen von 1834 bis 2021 | Rodenbach: Einwohnerzahlen von 1834 bis 2021 |
| --- | -------------------------------------------- | -------------------------------------------- | -------------------------------------------- | -------------------------------------------- |
| Jahr |                                              |                                              |                                              | Einwohner                                    |
| 1834 | 1834                                         |                                              | 293                                          | 293                                          |
| 1840 | 1840                                         |                                              | 314                                          | 314                                          |
| 1846 | 1846                                         |                                              | 350                                          | 350                                          |
| 1852 | 1852                                         |                                              | 315                                          | 315                                          |
| 1858 | 1858                                         |                                              | 318                                          | 318                                          |
| 1864 | 1864                                         |                                              | 251                                          | 251                                          |
| 1871 | 1871                                         |                                              | 258                                          | 258                                          |
| 1875 | 1875                                         |                                              | 236                                          | 236                                          |
| 1885 | 1885                                         |                                              | 256                                          | 256                                          |
| 1895 | 1895                                         |                                              | 283                                          | 283                                          |
| 1905 | 1905                                         |                                              | 286                                          | 286                                          |
| 1910 | 1910                                         |                                              | 298                                          | 298                                          |
| 1925 | 1925                                         |                                              | 321                                          | 321                                          |
| 1939 | 1939                                         |                                              | 344                                          | 344                                          |
| 1946 | 1946                                         |                                              | 457                                          | 457                                          |
| 1950 | 1950                                         |                                              | 442                                          | 442                                          |
| 1956 | 1956                                         |                                              | 442                                          | 442                                          |
| 1961 | 1961                                         |                                              | 435                                          | 435                                          |
| 1967 | 1967                                         |                                              | 496                                          | 496                                          |
| 1970 | 1970                                         |                                              | 510                                          | 510                                          |
| 1980 | 1980                                         |                                              | ?                                            | ?                                            |
| 1990 | 1990                                         |                                              | ?                                            | ?                                            |
| 2000 | 2000                                         |                                              | ?                                            | ?                                            |
| 2005 | 2005                                         |                                              | 930                                          | 930                                          |
| 2010 | 2010                                         |                                              | 974                                          | 974                                          |
| 2011 | 2011                                         |                                              | 888                                          | 888                                          |
| 2015 | 2015                                         |                                              | 869                                          | 869                                          |
| 2018 | 2018                                         |                                              | 914                                          | 914                                          |
| 2021 | 2021                                         |                                              | 914                                          | 914                                          |
| Datenquelle: Historisches Gemeindeverzeichnis für Hessen: Die Bevölkerung der Gemeinden 1834 bis 1967. Wiesbaden: Hessisches Statistisches Landesamt, 1968. Weitere Quellen: LAGIS; Gemeinde Altenstadt; Zensus 2011 |                                              |                                              |                                              |                                              |

Historische Religionszugehörigkeit
| • 1961: | 389 evangelische (= 89,43 %), 34 katholische (= 7,82 %) Einwohner |

## Politik
Für Rodenbach besteht ein Ortsbezirk (Gebiete der ehemalige Gemeinden Rodenbach) mit Ortsbeirat und Ortsvorsteher nach der Hessischen Gemeindeordnung.
Der Ortsbeirat besteht aus sieben Mitgliedern. Bei den Kommunalwahlen in Hessen 2021 betrug die Wahlbeteiligung zum Ortsbeirat 49,8 %. Dabei wurden gewählt: vier Mitglieder der CDU und dei Mitglieder der SPD. Der Ortsbeirat Anja
Wenzel (CDU) zur Ortsvorsteherin.

## Kulturdenkmäler
Siehe: Liste der Kulturdenkmäler in Rodenbach

## Wirtschaft
Nach dem Weinbau wird heute rund um den Ort Obstbau betrieben.

## Infrastruktur
- Im Ort gibt es den Waldkindergarten „Waldfrüchte“.